# NGC 6849
NGC 6849 est une très vaste galaxie lenticulaire barrée située dans la constellation du Sagittaire. Sa vitesse par rapport au fond diffus cosmologique est de 5 875 ± 17 km/s, ce qui correspond à une distance de Hubble de 86,7 ± 6,1 Mpc (∼283 millions d'al). NGC 6849 a été découverte par l'astronome britannique John Herschel en 1834.
À ce jour, quatre mesures non basées sur le décalage vers le rouge (redshift) donnent une distance de 70,200 ± 19,112 Mpc (∼229 millions d'al), ce qui est à l'intérieur des valeurs de la distance de Hubble. Notons cependant que c'est avec la valeur moyenne des mesures indépendantes, lorsqu'elles existent, que la base de données NASA/IPAC calcule le diamètre d'une galaxie et qu'en conséquence le diamètre de NGC 6849 pourrait être d'environ 142 kpc (∼463 000 al) si on utilisait la distance de Hubble pour le calculer.